# 大阪市立平野中学校
大阪市立平野中学校（おおさかしりつ ひらのちゅうがっこう）は、大阪府大阪市平野区にある公立中学校。
学制改革と同時に設置された。平野区平野地区の一部を校区とする。生徒数の増加に伴って1978年には大阪市立平野北中学校を分離開校させている。

## 沿革
1947年に大阪市立東住吉第二中学校として開校した。開校当初は大阪市立平野小学校・大阪市立育和小学校の2小学校を校区とし、両小学校に仮校舎を設置した。
育和小学校校区関係者は新制中学校の校区について、桑津小学校・北田辺小学校の校区と同じ中学校にしてほしいという希望があった。しかし当時の警察署の管轄に合わせる形で、平野警察署管内の平野・育和校区で東住吉第二中学校、田辺警察署（現東住吉警察署）管内の桑津・北田辺校区で東住吉第四中学校（現東住吉中学校）を、それぞれ設置することになった。
大阪市立中学校では、1947年の新制中学校発足直後には暫定的に「行政区名＋番号」の仮称が用いられ、将来的には地名などを取り入れた正式な校名へと変更するとした。1949年に市内の中学校で一斉に正式な校名に変更することになり、大阪市立平野中学校へ改称している。
1963年には地域住民の要望により、育和小学校校区を東住吉中学校校区へと変更した。また生徒数の増加により1978年には大阪市立平野北中学校を分離している。

### 年表
- 1947年4月1日 - 大阪市立東住吉第二中学校として設立。
- 1947年4月22日 - 開校式を実施。
- 1949年5月1日 - 大阪市立平野中学校と改称。
- 1949年7月7日 - 現在地に移転。
- 1950年9月3日 - ジェーン台風で校舎被害。
- 1958年5月22日 - 校地を拡張。
- 1961年7月2日 - 文部省より、産業教育の研究校に指定される。
- 1961年9月16日 - 第2室戸台風で校舎被害。
- 1963年 - 校区再編。大阪市立育和小学校校区を大阪市立東住吉中学校校区に変更。
- 1966年11月7日 - 保健体育優秀校として、日本学校体育研究会および文部省から表彰を受ける。
- 1972年4月1日 - 同和教育推進校に指定される。
- 1978年4月1日 - 大阪市立平野北中学校を分離、それに伴い校区再編、平野小学校校区の北部区域を平野北中学校校区に変更。
- 1988年4月1日  - 校区再編。通学校区であった平野小学校校区の南部区域を平野北中学校校区に統合。

## 通学区域
- 大阪市立平野西小学校と大阪市立新平野西小学校の通学区域。

大阪市平野区 西脇1丁目・2丁目・4丁目、西脇3丁目（一部）、背戸口1丁目-5丁目、平野上町1丁目（一部）、流町1丁目（一部）、平野本町1丁目・2丁目、平野本町4丁目（一部）、平野馬場2丁目（一部）、平野西1丁目-6丁目。

## 交通
- 地下鉄谷町線 平野駅 北西へ約800m。